# Linia kolejowa Bebitz – Alsleben
Linia kolejowa Bebitz – Alsleben – dawna jednotorowa, lokalna linia kolejowa biegnąca przez teren kraju związkowego Saksonia-Anhalt, w Niemczech. Łączyła Bebitz z Alsleben (Saale).